# Bohumil Němeček
Bohumil Němeček (ur. 2 stycznia 1938 w Taborze, zm. 2 maja 2010 w Uściu nad Łabą) – czechosłowacki bokser wagi lekkopółśredniej i półśredniej, złoty medalista letnich igrzysk olimpijskich w Rzymie w kategorii lekkopółśredniej. W 1963 roku na mistrzostwach Europy w Moskwie zdobył brązowy medal w kategorii półśredniej. Cztery lata później na mistrzostwach w Rzymie został mistrzem w tej kategorii.
Startował również na igrzyskach olimpijskich w Tokio (1964) i w Meksyku (1968), ale bez powodzenia.